# Billie Jean King Cup 2021 – Americká zóna
Americká zóna Billie Jean King Cupu 2021 byla jednou ze tří zón soutěže, které se účastnily státy ležící na americkém kontinentu. Do kontinentální zóny Billie Jean King Cupu 2021 nastoupilo 21 družstev, z toho sedm účastníků hrálo v I. skupině a dalších čtrnáct pak ve II. skupině. Součástí herního plánu byly také dvě baráže.

## I. skupina
- Místo konání: Club Palestino, Santiago, Chile (antuka, venku)
- Datum: 5.–8. února 2020[1]
- Formát: Sedm týmů bylo rozděleno do tříčlenného bloku A a čtyřčlenného bloku B. Vítězové obou bloků se utkali s družstvy na druhých místech opačného bloku v baráži. Dva vítězné týmy z baráže pak postoupily do světové baráže 2021. Družstva, která se umístila na třetích místech, sehrála zápas o udržení. Čtvrtý z bloku B automaticky sestoupil do II. skupiny Americké zóny pro rok 2022.

### Nasazení
| Koš                                                            | tým       | ITF | nas. |
| -------------------------------------------------------------- | --------- | --- | ---- |
| 1.                                                             | Paraguay  | 20. | 1.   |
| 1.                                                             | Argentina | 25. | 2.   |
| 2.                                                             | Chile     | 31. | 3.   |
| 2.                                                             | Kolumbie  | 32. | 4.   |
| 3.                                                             | Mexiko    | 33. | 5.   |
| 3.                                                             | Venezuela | 41. | 6.   |
| 3.                                                             | Peru      | 43. | 7.   |
| ITF – žebříček ITF nasazení dle žebříčku ze 11. listopadu 2019 |           |     |      |

### Bloky
|    | Blok A          | PAR | COL | VEN |
| 1. | Paraguay (2–0)  |     | 2–1 | 3–0 |
| 2. | Kolumbie (1–1)  | 1–2 |     | 3–0 |
| 3. | Venezuela (0–2) | 0–3 | 0–3 |     |

|    | Blok B          | ARG | MEX | CHI | PER |
| 1. | Argentina (3–0) |     | 2–1 | 2–1 | 3–0 |
| 2. | Mexiko (2–1)    | 1–2 |     | 2–1 | 3–0 |
| 3. | Chile (1–2)     | 1–2 | 1–2 |     | 3–0 |
| 4. | Peru (0–3)      | 0–3 | 0–3 | 0–3 |     |

### Baráž
| Pořadí | první tým | výsledek | druhý tým |
| ------ | --------- | -------- | --------- |
| Postup | Paraguay  | 1–2      | Mexiko    |
| Postup | Kolumbie  | 0–2      | Argentina |
| Sestup | Venezuela | 1–2      | Chile     |
| Sestup | —         |          | Peru      |

#### Zápas o postup: Paraguay vs. Mexiko
| | Paraguay | 1 :                                                                                     | 2   | Mexiko |      |  |
| --- | -------- | --------------------------------------------------------------------------------------- | --- | ------ | ---- |  |
| Club Palestino, Santiago, Chile 8. února 2020 antuka |          |                                                                                         |     |        |      |  |
| \| \| \| \| 1. \| 2. \| 3. \| \| \| -- \| \| --------------------------------------------------------------------------------------- \| --- \| --- \| ---- \| \| \| 1. \| \| Lara Escaurizová Fernanda Contrerasová \| 1 6 \| 6 1 \| 3 6 \| \| \| 2. \| \| Verónica Cepedeová Roygová Giuliana Olmosová \| 6 1 \| 6 3 \| \| \| \| 3. \| \| Verónica Cepedeová Roygová / Lara Escaurizová Fernanda Contrerasová / Giuliana Olmosová \| 6 2 \| 3 6 \| 64 7 \| \| \| \| \| \| \| \| \| \| \| \| \| \| \| \| \| \| \| \| \| \| \| \| \| \| \| \| \| \| \| \| \| \| \| \| \| \| \| \| \| \| |          |                                                                                         |     |        |      |  |
| |          |                                                                                         | 1.  | 2.     | 3.   |  |
| 1. |          | Lara Escaurizová Fernanda Contrerasová                                                  | 1 6 | 6 1    | 3 6  |  |
| 2. |          | Verónica Cepedeová Roygová Giuliana Olmosová                                            | 6 1 | 6 3    |      |  |
| 3. |          | Verónica Cepedeová Roygová / Lara Escaurizová Fernanda Contrerasová / Giuliana Olmosová | 6 2 | 3 6    | 64 7 |  |
| |          |                                                                                         |     |        |      |  |
| |          |                                                                                         |     |        |      |  |
| |          |                                                                                         |     |        |      |  |
| |          |                                                                                         |     |        |      |  |
| |          |                                                                                         |     |        |      |  |

#### Zápas o postup: Argentina vs. Kolumbie
| | Argentina | 2 :                                                                      | 0   | Kolumbie |    |            |
| --- | --------- | ------------------------------------------------------------------------ | --- | -------- | -- | ---------- |
| Club Palestino, Santiago, Chile 8. února 2020 antuka |           |                                                                          |     |          |    |            |
| \| \| \| \| 1. \| 2. \| 3. \| \| \| -- \| \| ------------------------------------------------------------------------ \| --- \| --- \| -- \| ---------- \| \| 1. \| \| Nadia Podoroská Emiliana Arangová \| 7 5 \| 6 2 \| \| \| \| 2. \| \| Paula Ormaecheaová Camila Osoriová \| 6 4 \| 6 4 \| \| \| \| 3. \| \| Paula Ormaecheaová / Nadia Podoroská Emiliana Arangová / Camila Osoriová \| \| \| \| nehrálo se \| \| \| \| \| \| \| \| \| \| \| \| \| \| \| \| \| \| \| \| \| \| \| \| \| \| \| \| \| \| \| \| \| \| \| \| \| \| \| \| \| |           |                                                                          |     |          |    |            |
| |           |                                                                          | 1.  | 2.       | 3. |            |
| 1. |           | Nadia Podoroská Emiliana Arangová                                        | 7 5 | 6 2      |    |            |
| 2. |           | Paula Ormaecheaová Camila Osoriová                                       | 6 4 | 6 4      |    |            |
| 3. |           | Paula Ormaecheaová / Nadia Podoroská Emiliana Arangová / Camila Osoriová |     |          |    | nehrálo se |
| |           |                                                                          |     |          |    |            |
| |           |                                                                          |     |          |    |            |
| |           |                                                                          |     |          |    |            |
| |           |                                                                          |     |          |    |            |
| |           |                                                                          |     |          |    |            |

### Konečné pořadí
| Umístění        | Tým       | Tým       |
| Postup/1. místo | Argentina | Mexiko    |
| 3. místo        | Kolumbie  | Paraguay  |
| 5. místo        | Chile     | Chile     |
| Sestup/6. místo | Venezuela | Venezuela |
| Sestup/7. místo | Peru      | Peru      |

Výsledek
- Argentina a Mexiko postoupily do světové baráže 2021
- Venezuela a Peru sestoupily do 2. skupiny Americké zóny pro rok 2022.

## II. skupina
- Místo konání: Centro de Alto Rendimiento Fred Maduro, Panamá, Panama (antuka, venku)[2]
- Místo konání: Club de Tenis La Paz, La Paz, Bolívie (antuka, venku)[2]
- Datum: 23.–26. června 2021 (Panamá) a 27–30. října 2021 (La Paz)[2]
- Formát: Čtrnáct týmů bylo rozděleno do dvou podskupin o sedmi výběrech. V každé podskupině existovaly dva bloky, z nichž jeden měl tři a druhý čtyři členy. Vítězové obou bloků nastoupili k barážovému utkání o postup do I. skupiny Americké zóny pro rok 2022. Další družstva sehrála zápasy o konečné umístění.

### Nasazení
| Koš                                                       | tým       | ITF | nas. |
| --------------------------------------------------------- | --------- | --- | ---- |
| 1.                                                        | Bahamy    | 55. | 1.   |
| 1.                                                        | Ekvádor   | 62. | 2.   |
| 2.                                                        | Kuba      | 66. | 3.   |
| 2.                                                        | Uruguay   | 69. | 4.   |
| 3.                                                        | Kostarika | 70. | 5.   |
| 3.                                                        | Panama    | 74. | 6.   |
| 3.                                                        | Salvador  | 98. | 7.   |
| ITF – žebříček ITF nasazení dle žebříčku z 19. dubna 2021 |           |     |      |

| Koš                                                       | tým                    | ITF  | nas. |
| --------------------------------------------------------- | ---------------------- | ---- | ---- |
| 1.                                                        | Guatemala              | 61.  | 1.   |
| 1.                                                        | Bolívie                | 64.  | 2.   |
| 2.                                                        | Dominikánská republika | 67.  | 3.   |
| 2.                                                        | Portoriko              | 80.  | 4.   |
| 3.                                                        | Honduras               | 85.  | 5.   |
| 3.                                                        | Jamajka                | 98.  | 6.   |
| 3.                                                        | Barbados               | 103. | 7.   |
| ITF – žebříček ITF nasazení dle žebříčku z 19. dubna 2021 |                        |      |      |

### Bloky
|    | Blok A (Panamá) | URU | BAH | CRC |
| 1. | Uruguay (2–0)   |     | 2–1 | 2–1 |
| 2. | Bahamy (1–1)    | 1–2 |     | 2–1 |
| 3. | Kostarika (0–2) | 1–2 | 1–2 |     |

|    | Blok B (Panamá) | ECU | ESA | CUB | PAN |
| 1. | Ekvádor (3–0)   |     | 3–0 | 3–0 | 3–0 |
| 2. | Salvador (2–1)  | 0–3 |     | 2–1 | 2–1 |
| 3. | Kuba (1–2)      | 0–3 | 1–2 |     | 2–1 |
| 4. | Panama (0–3)    | 0–3 | 1–2 | 1–2 |     |

|    | Blok A (La Paz)              | GUA | DOM | JAM |
| 1. | Guatemala (2–0)              |     | 3–0 | 3–0 |
| 2. | Dominikánská republika (1–1) | 0–3 |     | 3–0 |
| 3. | Jamajka (0–2)                | 0–3 | 0–3 |     |

|    | Blok B (La Paz) | BOL | HON | PUR | BAR |
| 1. | Bolívie (3–0)   |     | 3–0 | 3–0 | 3–0 |
| 2. | Honduras (2–1)  | 0–3 |     | 2–1 | 3–0 |
| 3. | Portoriko (1–2) | 0–3 | 1–2 |     | 3–0 |
| 4. | Barbados (0–3)  | 0–3 | 0–3 | 0–3 |     |

### Baráž
| Podskupina v Panamě  | Podskupina v Panamě    | Podskupina v Panamě | Podskupina v Panamě |
| Pořadí               | tým bloku A            | výsledek            | tým bloku B         |
| -------------------- | ---------------------- | ------------------- | ------------------- |
| Postup               | Uruguay                | 0–2                 | Ekvádor             |
| 3.–4. místo          | Bahamy                 | 2–0                 | Salvador            |
| 5.–6. místo          | Kostarika              | 2–0                 | Kuba                |
| 7. místo             | —                      | —                   | Panama              |
| Podskupina v La Pazu |                        |                     |                     |
| Pořadí               | tým bloku A            | výsledek            | tým bloku B         |
| Postup               | Guatemala              | 2–0                 | Bolívie             |
| 3.–4. místo          | Dominikánská republika | 2–1                 | Honduras            |
| 5.–6. místo          | Jamajka                | 0–3                 | Portoriko           |
| 7. místo v           | —                      | —                   | Barbados            |

#### Zápas o postup: Ekvádor vs. Uruguay
| | Uruguay | 2 :                                                                                  | 0   | Ekvádor |     |            |
| --- | ------- | ------------------------------------------------------------------------------------ | --- | ------- | --- | ---------- |
| Centro de Alto Rendimiento Fred Maduro, Panamá, Panama 26. června 2021 antuka |         |                                                                                      |     |         |     |            |
| \| \| \| \| 1. \| 2. \| 3. \| \| \| -- \| \| ------------------------------------------------------------------------------------ \| --- \| --- \| --- \| ---------- \| \| 1. \| \| Charlotte Römerová Guillermina Grantová \| 7 5 \| 3 6 \| 6 3 \| \| \| 2. \| \| Mell Reascová Isabella Tiscorniová \| 6 0 \| 6 1 \| \| \| \| 3. \| \| Marie Elise Casaresová / Camila Romerová Guillermina Grantová / Juliana Rodríguezová \| \| \| \| nehrálo se \| \| \| \| \| \| \| \| \| \| \| \| \| \| \| \| \| \| \| \| \| \| \| \| \| \| \| \| \| \| \| \| \| \| \| \| \| \| \| \| \| |         |                                                                                      |     |         |     |            |
| |         |                                                                                      | 1.  | 2.      | 3.  |            |
| 1. |         | Charlotte Römerová Guillermina Grantová                                              | 7 5 | 3 6     | 6 3 |            |
| 2. |         | Mell Reascová Isabella Tiscorniová                                                   | 6 0 | 6 1     |     |            |
| 3. |         | Marie Elise Casaresová / Camila Romerová Guillermina Grantová / Juliana Rodríguezová |     |         |     | nehrálo se |
| |         |                                                                                      |     |         |     |            |
| |         |                                                                                      |     |         |     |            |
| |         |                                                                                      |     |         |     |            |
| |         |                                                                                      |     |         |     |            |
| |         |                                                                                      |     |         |     |            |

#### Zápas o postup: Guatemala vs. Bolívie
| | Bolívie | 2 :                                                                                     | 0   | Guatemala |    |            |
| --- | ------- | --------------------------------------------------------------------------------------- | --- | --------- | -- | ---------- |
| Club de Tenis La Paz, La Paz, Bolívie 30. října 2021 antuka |         |                                                                                         |     |           |    |            |
| \| \| \| \| 1. \| 2. \| 3. \| \| \| -- \| \| --------------------------------------------------------------------------------------- \| --- \| --- \| -- \| ---------- \| \| 1. \| \| Melissa Moralesová Gabriela Cortésová Floresová \| 6 3 \| 6 2 \| \| \| \| 2. \| \| Kirsten-Andrea Weedonová Noelia Zeballosová \| 7 5 \| 6 3 \| \| \| \| 3. \| \| Melissa Moralesová / Gabriela Riverová Fiorella Duránová Montañová / Noelia Zeballosová \| \| \| \| nehrálo se \| \| \| \| \| \| \| \| \| \| \| \| \| \| \| \| \| \| \| \| \| \| \| \| \| \| \| \| \| \| \| \| \| \| \| \| \| \| \| \| \| |         |                                                                                         |     |           |    |            |
| |         |                                                                                         | 1.  | 2.        | 3. |            |
| 1. |         | Melissa Moralesová Gabriela Cortésová Floresová                                         | 6 3 | 6 2       |    |            |
| 2. |         | Kirsten-Andrea Weedonová Noelia Zeballosová                                             | 7 5 | 6 3       |    |            |
| 3. |         | Melissa Moralesová / Gabriela Riverová Fiorella Duránová Montañová / Noelia Zeballosová |     |           |    | nehrálo se |
| |         |                                                                                         |     |           |    |            |
| |         |                                                                                         |     |           |    |            |
| |         |                                                                                         |     |           |    |            |
| |         |                                                                                         |     |           |    |            |
| |         |                                                                                         |     |           |    |            |

### Konečné pořadí
| Umístění        | Tým       | Tým                    | Tým | Tým |
| Postup/1. místo | Ekvádor   | Guatemala              |     |     |
| 2. místo        | Uruguay   | Bolívie                |     |     |
| 3. místo        | Bahamy    | Dominikánská republika |     |     |
| 4. místo        | Salvador  | Honduras               |     |     |
| 5. místo        | Kostarika | Portoriko              |     |     |
| 6. místo        | Kuba      | Jamajka                |     |     |
| 7. místo        | Panama    | Barbados               |     |     |

Výsledek
- Guatemala a Ekvádor postoupily do I. skupiny Americké zóny pro rok 2022.